# Rotger Ketteler
Rotger Ketteler (* im 16. Jahrhundert; † 25. März 1582) war ein evangelischer Domherr in Münster.

## Leben

### Herkunft und Familie
Rotger Ketteler entstammte dem westfälischen Adelsgeschlecht Ketteler, das zum Ministerialadel gehörte. Zahlreiche namhafte Persönlichkeiten gingen daraus hervor. Er war der Sohn des Rotger Ketteler zu Middelburg († 1532) und dessen Gemahlin Anna von Bökenförde gen. von Schüngel. Sein Bruder Konrad (Conrad), ⚭ 1554 Bertha von Raesfeld, erneuerte die Middelburg und war Drost zu Stromberg, Georg war zunächst Domherr in Münster und nach seinem Verzicht mit der Erbtochter Anna Ledebur verheiratet, wodurch er in den Besitz der Osnabrücker Lehngüter der Ledebur und deren Erbmarschallamt in Herford kam.

### Wirken
Rotger erhielt im Jahre 1570 eine münstersche Dompräbende und wurde am 16. April 1573 emanzipiert. 1577 trat er der Juniorenpartei im Domkapitel, einer Gruppe von Domherren, die dem evangelischen Glauben nahe stand, bei.